# Cái chết của Neda Agha-Soltan
Neda Agha-Soltan, một số báo chí Anh-Mỹ viết là Neda Soltani hoặc ngắn gọn Neda, (tiếng Ba Tư: ندا آقاسلطان - Nedā Āġā-Soltān; 1982 - 20/6/2009) , là tên một cô gái trẻ đã bị bắn chết tại Tehran khi tham dự tuần hành bất bạo động phản đối chính phủ Iran sau cuộc bầu cử tổng thống. Cái chết của cô đã trở thành biểu tượng quốc gia .

## Bối cảnh
Sau cuộc bầu cử tổng thống ngày 12 tháng 6, phe đối lập do 2 ứng cử viên đối lập là Mir-Hossein Mousavi và Mehdi Karroubi lãnh đạo, đã nghi ngờ là cuộc kiểm phiếu gian lận và tổ chức những cuộc biểu tình tuần hành bất bạo động để đòi kiểm hiếu và bầu cử lại. Phe chính phủ, lãnh đạo bởi giáo chủ Hồi giáo Iran là Ali Khamenei và tổng thống đương nhiệm là Mahmoud Ahmadinejad đã đưa quân đội và cảnh sát đến đàn áp.
Vào ngày 20 tháng 6 năm 2009, Neda (có nghĩa là tiếng gọi) là một sinh viên triết (có bản tin khác cho là Neda là một cô gái 16 tuổi ), đã đi cùng thãy dạy nhạc của mình trên Đại lộ Kargar ở thủ đô Tehran và bị bắn chết.
Một người ẩn danh đứng gần đó đã quay lại cảnh cô Neda bị bắn trúng tim ngã xuống, máu tràn ra khỏi miệng và đã đưa lên trang chia sẻ Facebook và YouTube, và được phát tán rất nhanh chóng, cũng như được bàn sôi nổi tại Twitter và nhiều báo chí loan tin. Đoạn phim video đã đi kèm với lời dẫn miêu tả sự kiện như sau:
At 19:05 June 20th Place: Kargar Ave., at the corner crossing Khosravi St. and Salehi st. A young woman who was standing aside with her father [sau này mới biết là không phải cha, mà là thầy dạy nhạc] watching the protests was shot by a basij member hiding on the rooftop of a civilian house. He had clear shot at the girl and could not miss her. However, he aimed straight her heart. I am a doctor, so I rushed to try to save her. But the impact of the gunshot was so fierce that the bullet had blasted inside the victim’s chest, and she died in less than 2 minutes. The protests were going on about 1 kilometers away in the main street and some of the protesting crowd were running from tear gass used among them, towards Salehi St. The film is shot by my friend who was standing beside me. Please let the world know."
Cái chết của cô đã trở thành biểu tượng quốc gia và được coi như "Thánh tử đạo" . Phe đối lập dự định một cuộc tuần hành tưởng niệm Neda vào ngày 22 tháng 6.